# División de Honor femenina de rugby 2013-14
La temporada 2013-14 de la División de Honor femenina de rugby es la cuarta de esta competición en la que participarán ocho equipos.

## Equipos participantes
| Equipo               | Ciudad                     | Estadio                                     | Entrenador                               | Capitana         |
| -------------------- | -------------------------- | ------------------------------------------- | ---------------------------------------- | ---------------- |
| Complutense Cisneros | Madrid                     | Campo Central de la Universidad Complutense | Jaime Marina y Ricardo Pradas            | Marina Bravo     |
| CRAT                 | La Coruña                  | Campus de Elviña                            | Rogelio Sabio y Javier Lista             | Vanessa Rial     |
| GEiEG                | Gerona                     | Complex Esportiu Palau Sacosta              | Coral Vila                               | Núria Canals     |
| Getxo RT             | Guecho                     | Fadura                                      | Andoni Saitua                            | Isabel Rodríguez |
| INEF Barcelona       | Barcelona                  | Feixa Llarga (Hospitalet de Llobregat)      | Meritxell Urbiola (jugadora-entrenadora) | Raquel Erro      |
| CR Majadahonda       | Majadahonda                | Valle del Arcipreste                        | Carmen Blanco                            | Laura Pérez      |
| Olímpico de Pozuelo  | Pozuelo de Alarcón         | Valle de las Cañas                          | Raúl García y Gensen Palmer              | Elena Bilbao     |
| XV Sanse Scrum       | San Sebastián de los Reyes | Polideportivo Dehesa Boyal                  | Gustavo Adolfo Andrés                    | Sara Rubio       |

### Principales traspasos
| Jugadora          | Procedencia          | Destino                |
| ----------------- | -------------------- | ---------------------- |
| Beatriz García    | Waikato RU           | CRAT                   |
| Rocío García      | CR Lalín             | CRAT                   |
| Cristina Song     | Universidad Alicante | GEiEG                  |
| Martina Canyelles | CEU L'Hospitalet     | INEF Barcelona         |
| Mª Carmen Sequedo | Gòtics RC            | INEF Barcelona         |
| Patricia García   | Waikato RU           | Olímpico de Pozuelo    |
| Irene Schiavon    | Waikato RU           | Olímpico de Pozuelo    |
| María Ribera      | INEF Barcelona       | XV Sanse Scrum         |
| Ángela Del Pan    | INEF Barcelona       | Heidelberger Ruderklub |

## Clasificación
| \| \| Clasificación División de Honor Femenina 2013-2014 \| |                                                    |   |   |   |   |     |     |      |   |        |
|                                                             | Equipo                                             | J | G | E | P | PF  | PC  | +/-  | b | Puntos |
| 1                                                           | CRAT                                               | 7 | 7 | 0 | 0 | 219 | 39  | +180 | 6 | 34     |
| 2                                                           | INEF Barcelona                                     | 7 | 6 | 0 | 1 | 157 | 89  | +68  | 3 | 27     |
| 3                                                           | Olímpico de Pozuelo                                | 7 | 5 | 0 | 2 | 261 | 68  | +193 | 7 | 27     |
| 4                                                           | GEiEG                                              | 7 | 4 | 0 | 3 | 167 | 118 | +49  | 5 | 21     |
| 5                                                           | Getxo RT                                           | 7 | 2 | 0 | 5 | 149 | 199 | -50  | 6 | 14     |
| 6                                                           | XV Sanse Scrum                                     | 7 | 2 | 0 | 5 | 43  | 93  | -50  | 3 | 11     |
| 7                                                           | CR Majadahonda                                     | 7 | 2 | 0 | 5 | 69  | 220 | -151 | 1 | 9      |
| 8                                                           | Complutense Cisneros                               | 7 | 0 | 0 | 7 | 12  | 251 | -239 | 0 | 0      |
|                                                             | Clasificación División de Honor Femenina 2013-2014 |   |   |   |   |     |     |      |   |        |

### Sistema de puntuación
- Cada victoria suma 4 puntos.
- Cada empate suma 2 puntos.
- Cuatro ensayos en un partido suma 1 punto de bonus.
- Perder por una diferencia de siete puntos o inferior suma 1 punto de bonus.

## Temporada regular

### 1.ª jornada
|  | Local | vs. | Visita |  |  |

|  | Local | vs. | Visita |  |  |

|  | Local | vs. | Visita |  |  |

|  | Local | vs. | Visita |  |  |

### 2.ª jornada
|  | Local | vs. | Visita |  |  |

|  | Local | vs. | Visita |  |  |

|  | Local | vs. | Visita |  |  |

|  | Local | vs. | Visita |  |  |

### 3.ª jornada
|  | Local | vs. | Visita |  |  |

|  | Local | vs. | Visita |  |  |

|  | Local | vs. | Visita |  |  |

|  | Local | vs. | Visita |  |  |

### 4.ª jornada
|  | Local | vs. | Visita |  |  |

|  | Local | vs. | Visita |  |  |

|  | Local | vs. | Visita |  |  |

|  | Local | vs. | Visita |  |  |

### 5.ª jornada
|  | Local | vs. | Visita |  |  |

|  | Local | vs. | Visita |  |  |

|  | Local | vs. | Visita |  |  |

|  | Local | vs. | Visita |  |  |

### 6.ª jornada
|  | Local | vs. | Visita |  |  |

|  | Local | vs. | Visita |  |  |

|  | Local | vs. | Visita |  |  |

|  | Local | vs. | Visita |  |  |

### 7.ª jornada
|  | Local | vs. | Visita |  |  |

|  | Local | vs. | Visita |  |  |

|  | Local | vs. | Visita |  |  |

|  | Local | vs. | Visita |  |  |

## Play-off por el título
|  | Semifinales         | Semifinales         | Semifinales      |                  |      | Final      | Final      | Final      |  |
|  | 24-25 de mayo       | 24-25 de mayo       | 24-25 de mayo    |                  |      | 1 de junio | 1 de junio | 1 de junio |  |
|  |                     |                     |                  |                  |      |            |            |            |  |
|  |                     |                     |                  |                  |      |            |            |            |  |
|  | CRAT                | CRAT                | 28               |                  |      |            |            |            |  |
|  | CRAT                | CRAT                | 28               |                  |      |            |            |            |  |
|  | GEiEG               | GEiEG               | 10               |                  |      |            |            |            |  |
|  | GEiEG               | GEiEG               | 10               |                  | CRAT | CRAT       | 17         |            |  |
|  |                     |                     |                  |                  | CRAT | CRAT       | 17         |            |  |
|  |                     |                     | Olímpico Pozuelo | Olímpico Pozuelo | 21   |            |            |            |  |
|  | INEF Barcelona      | INEF Barcelona      | Olímpico Pozuelo | Olímpico Pozuelo | 21   | 0          |            |            |  |
|  | INEF Barcelona      | INEF Barcelona      |                  |                  |      | 0          |            |            |  |
|  | Olímpico de Pozuelo | Olímpico de Pozuelo | 43               |                  |      |            |            |            |  |
|  | Olímpico de Pozuelo | Olímpico de Pozuelo | 43               |                  |      |            |            |            |  |
|  |                     |                     |                  |                  |      |            |            |            |  |

### Semifinales
|  | Local | vs. | Visita |  |  |

|  | Local | vs. | Visita |  |  |

### Gran Final
|  | Local | vs. | Visita |  |  |

| FB            | 15 | Sara Silva         |
| RW            | 14 | María José Porcar  |
| OC            | 13 | Berta García       |
| IC            | 12 | Elena Roca         |
| LW            | 11 | Silvia Vázquez     |
| FH            | 10 | Vanessa Rial (c)   |
| SH            | 9  | Laura Vázquez      |
| N8            | 8  | Cecilia Martínez   |
| OF            | 7  | Estefanía González |
| BF            | 6  | Elsa Porto         |
| RL            | 5  | Nerea Fernández    |
| LL            | 4  | Mónica Castelo     |
| TP            | 3  | Rocío García       |
| HK            | 2  | Selene Roz         |
| LP            | 1  | Carmen Martos      |
| Suplentes:    |    |                    |
| HK            | 16 | Natividad Vázquez  |
| PR            | 17 | Isabel Lamas       |
| LK            | 18 | Laura Quiroga      |
| FL            | 19 | Clio Maicas        |
| SH            | 20 | Argiñe Belacortu   |
| FH            | 21 | Turena M. Lorié    |
| CE            | 22 | Olaya López        |
| WG            | 23 | Eugenia Cassacchia |
| Entrenador:   |    |                    |
| Rogelio Sabio |    |                    |

| FB          | 15 | Irene Schiavon       |  |
| RW          | 14 | Jenny Lee            |  |
| OC          | 13 | Patricia García      |  |
| IC          | 12 | Rebecca Kearney      |  |
| LW          | 11 | Iera Echebarría      |  |
| FH          | 10 | Cristina González    |  |
| SH          | 9  | Elena Bilbao         |  |
| N8          | 8  | Ana M.ª Aigneren (c) |  |
| OF          | 7  | Esther Cardinal      |  |
| BF          | 6  | Amanda Prado         |  |
| RL          | 5  | Elena Redondo        |  |
| LL          | 4  | Cristina Guntín      |  |
| TP          | 3  | Isabel Macías        |  |
| HK          | 2  | Isabel Rico          |  |
| LP          | 1  | Beatriz Sanjurjo     |  |
| Suplentes:  |    |                      |  |
| HK          | 16 | Laura Alonso         |  |
| LP          | 17 | María Sobrinos       |  |
| RL          | 18 | Bárbara Garcia       |  |
| OF          | 19 | Anabel Pasquin       |  |
| SH          | 20 | Concepción Kolly     |  |
| UB          | 21 | Natalia Moral        |  |
| WG          | 22 | Sara García          |  |
| Entrenador: |    |                      |  |
| Raúl García |    |                      |  |

## Play-off de Ascenso

### 1ª Fase: Ligas Territoriales
| Pos | Andalucía     | Baleares   | Canarias           | Castilla y León  | Catalunya          |
| --- | ------------- | ---------- | ------------------ | ---------------- | ------------------ |
| 1º  | Univ. Sevilla | El Toro RC | CR Las Palmas      | CR Albéitar      | GEiEG              |
| 2º  | CR Málaga     | RC Ponent  | Univ. de La Laguna | ADUS             | INEF Barcelona     |
| 3º  | CDU Granada   | Dimonis RC | Asense RC          | Independiente RC | Gòtics RC          |
| 4º  |               |            | Lanzarote RC       | El Salvador      | UE Santboiana      |
| 5º  |               |            |                    | UBU Aparejadores | AR Poble Nou       |
| 6º  |               |            |                    | Gijón RC         | CEU L'Hospitalet   |
| 7º  |               |            |                    | Palencia RC      | Sitges CR          |
| 8º  |               |            |                    | RAC Lobos        | Castelldefells RUC |

| Pos | Com. de Madrid         | Com. Valenciana      | Euskadi     | Galicia           | R. de Murcia      |
| --- | ---------------------- | -------------------- | ----------- | ----------------- | ----------------- |
| 1º  | Olímpico de Pozuelo    | CAU Valencia         | Getxo RT    | CRAT              | Squalos Mar Menor |
| 2º  | CR Majadahonda         | Univ. Católica V.    | Hernani CRE | Vigo RC           | Costa de Almería  |
| 3º  | Complutense Cisneros   | UPV Valencia RF      | Gaztedi RT  | CR Lalín          | CUDER             |
| 4º  | XV Sanse Scrum         | CP Les Abelles       | La Única RT | Campus Ourense RC | RC Albacete       |
| 5º  | CRC Pozuelo            | Universidad Alicante | Durango RT  | CD Zalaeta        | CR Lorca          |
| 6º  | Rugbi Atléti           | CR La Vila           | Eibar RT    | Os Ingleses RC    |                   |
| 7º  | XV Hortaleza RC        | Elche RU             |             | Muralla RC        |                   |
| 8º  | Industriales Las Rozas |                      |             |                   |                   |

### 2ª Fase: Liguilla de promoción
La fase de ascenso se disputará entre el 24 y el 25 de mayo en Área Deportiva de Puente Castro (León)

Equipos aspirantes: 

 CR Albéitar 

 Gòtics RC 

 CRC Pozuelo 

 Hernani CRE 

 Universidad de Sevilla 

El sistema de competición será el de liga a una vuelta, de forma que cada equipo disputará un total de 4 partidos de 30 minutos divididos en dos partes de 15 minutos. 

1ª Jornada: 

Sábado 24 de marzo (12:00), Hernani CRE 22–5 Gòtics RC 

Sábado 24 de marzo (12:40), CRC Pozuelo 10-0 CR Albéitar 

Sábado 24 de marzo (13:20), Universidad de Sevilla 29-5 Hernani CRE 

Sábado 24 de marzo (14:00), Gòtics RC 0-0 CRC Pozuelo 

Sábado 24 de marzo (14:40), Universidad de Sevilla 5-5 CR Albéitar 

2ª Jornada: 

Domingo 25 de marzo (12:00), CR Albéitar 0-0 Gòtics RC 

Domingo 25 de marzo (12:40), CRC Pozuelo 5-5 Universidad de Sevilla 

Domingo 25 de marzo (13:20), CR Albéitar 5-10 Hernani CRE 

Domingo 25 de marzo (14:00), Gòtics RC 5-0 Universidad de Sevilla 

Domingo 25 de marzo (14:40), Hernani CRE 19-0 CRC Pozuelo 

Clasificación final: 

1º  Hernani CRE - 13 ptos

2º  Universidad de Sevilla - 9 ptos

3º  CRC Pozuelo - 8 ptos

4º  Gòtics RC - 8 ptos

5º  CR Albéitar - 4 ptos

### 3ª Fase: Play-off permanencia/ascenso
|  | Local | vs. | Visita |  |  |